# Goudparkiet
De goudparkiet (Guaruba guarouba; synoniem: Aratinga guarouba) is een vogel uit de familie Psittacidae (papegaaien van Afrika en de Nieuwe Wereld).

## Kenmerken
De vogel bereikt een lengte van 34 tot 36 centimeter en een gewicht van ongeveer 250 gram. Zijn verenkleed is goudgeel. Secundaire vleugelveren zijn groen. De snavel is hoornkleurig. Tevens heeft deze vogel roze poten en donkerbruine ogen met bruine iris omgeven door een witte oogring. De kleuren van de goudparkiet komen overeen met die van de Braziliaanse vlag en daarom wordt deze vogel ook wel beschouwd als de nationale vogel van Brazilië.

## Verspreiding en leefgebied
Deze soort is endemisch in noordoostelijk Brazilië. Zijn natuurlijke habitat bestaat uit zowel droog als tropisch regenwoud in de hoge gebieden van het Braziliaanse Amazonewoud.

## Status
De goudparkiet wordt bedreigd door ontbossing en de vangst voor illegale handel. Om deze redenen heeft de soort de IUCN-status kwetsbaar gekregen. Voorts valt de goudparkiet onder Appendix I van CITES.